# Grand Prix Hassan II
El torneig de Marràqueix, oficialment conegut com a Grand Prix Hassan II, és una competició tennística per a jugadors professionals que es disputa anualment sobre terra batuda al Royal Tennis Club de Marràqueix, Marroc. Pertany a les sèries 250 del circuit ATP masculí.
Des de la seva inauguració fins a l'any 2015 es va celebrar al Complex Al Amal de Casablanca, llavors es va traslladar a la seu actual de Marràqueix.

## Palmarès

### Individual masculí
| Localitat  | Any  | Campió                                               | Finalista                                            | Resultat                                             |
| ---------- | ---- | ---------------------------------------------------- | ---------------------------------------------------- | ---------------------------------------------------- |
| Marràqueix | 2025 | Luciano Darderi                                      | Tallon Griekspoor                                    | 7−6(3), 7−6(4)                                       |
| Marràqueix | 2024 | Matteo Berrettini                                    | Roberto Carballés Baena                              | 7−5, 6−2                                             |
| Marràqueix | 2023 | Roberto Carballés Baena                              | Alexandre Müller                                     | 4−6, 7−6(3), 6−2                                     |
| Marràqueix | 2022 | David Goffin                                         | Alex Molčan                                          | 3−6, 6−3, 6−3                                        |
| Marràqueix | 2021 | Torneig suspès a causa de l'epidèmia per coronavirus | Torneig suspès a causa de l'epidèmia per coronavirus | Torneig suspès a causa de l'epidèmia per coronavirus |
| Marràqueix | 2020 | Torneig suspès a causa de l'epidèmia per coronavirus | Torneig suspès a causa de l'epidèmia per coronavirus | Torneig suspès a causa de l'epidèmia per coronavirus |
| Marràqueix | 2019 | Benoît Paire                                         | Pablo Andújar                                        | 6−2, 6−3                                             |
| Marràqueix | 2018 | Pablo Andújar (3)                                    | Kyle Edmund                                          | 6−2, 6−2                                             |
| Marràqueix | 2017 | Borna Ćorić                                          | Philipp Kohlschreiber                                | 5−7, 7−6(3), 7−5                                     |
| Marràqueix | 2016 | Federico Delbonis                                    | Borna Ćorić                                          | 6−2, 6−4                                             |
| Casablanca | 2015 | Martin Kližan                                        | Daniel Gimeno Traver                                 | 6−2, 6−2                                             |
| Casablanca | 2014 | Guillermo García López                               | Marcel Granollers                                    | 5−7, 6−4, 6−3                                        |
| Casablanca | 2013 | Tommy Robredo                                        | Kevin Anderson                                       | 7−6(6), 4−6, 6−3                                     |
| Casablanca | 2012 | Pablo Andújar                                        | Albert Ramos Viñolas                                 | 6−1, 7−6(5)                                          |
| Casablanca | 2011 | Pablo Andújar                                        | Potito Starace                                       | 6−1, 6−2                                             |
| Casablanca | 2010 | Stanislas Wawrinka                                   | Victor Hănescu                                       | 6−2, 6−3                                             |
| Casablanca | 2009 | Juan Carlos Ferrero                                  | Florent Serra                                        | 6−4, 7−5                                             |
| Casablanca | 2008 | Gilles Simon                                         | Julien Benneteau                                     | 7−5, 6−2                                             |
| Casablanca | 2007 | Paul-Henri Mathieu                                   | Albert Montañés                                      | 6−1, 6−1                                             |
| Casablanca | 2006 | Daniele Bracciali                                    | Nicolás Massú                                        | 6−1, 6−4                                             |
| Casablanca | 2005 | Mariano Puerta                                       | Juan Mónaco                                          | 6−4, 6−1                                             |
| Casablanca | 2004 | Santiago Ventura                                     | Dominik Hrbaty                                       | 6−3, 1−6, 6−4                                        |
| Casablanca | 2003 | Julien Boutter                                       | Younes El Aynaoui                                    | 6−2, 2−6, 6−1                                        |
| Casablanca | 2002 | Younes El Aynaoui                                    | Guillermo Cañas                                      | 3−6, 6−3, 6−2                                        |
| Casablanca | 2001 | Guillermo Cañas                                      | Tommy Robredo                                        | 7−5, 6−2                                             |
| Casablanca | 2000 | Fernando Vicente                                     | Sebastien Grosjean                                   | 6−4, 4−6, 7−6(3)                                     |
| Casablanca | 1999 | Alberto Martín                                       | Fernando Vicente                                     | 6−3, 6−4                                             |
| Casablanca | 1998 | Andrea Gaudenzi                                      | Álex Calatrava                                       | 6−4, 5−7, 6−4                                        |
| Casablanca | 1997 | Hicham Arazi                                         | Franco Squillari                                     | 3−6, 6−1, 6−2                                        |
| Casablanca | 1996 | Tomàs Carbonell                                      | Gilbert Schaller                                     | 7−5, 1−6, 6−2                                        |
| Casablanca | 1995 | Gilbert Schaller                                     | Albert Costa                                         | 6−4, 6−2                                             |
| Casablanca | 1994 | Renzo Furlan                                         | Karim Alami                                          | 6−2, 6−2                                             |
| Casablanca | 1993 | Guillermo Pérez-Roldán (2)                           | Younes El Aynaoui                                    | 6−4, 6−3                                             |
| Casablanca | 1992 | Guillermo Pérez-Roldán                               | Germán López                                         | 2−6, 7−5, 6−3                                        |
| Casablanca | 1991 | No celebrat                                          | No celebrat                                          | No celebrat                                          |
| Casablanca | 1990 | Thomas Muster                                        | Guillermo Pérez-Roldán                               | 6−1, 6−7, 6−2                                        |
| Casablanca | 1989 | Tarik Benhabiles                                     | Mark Koevermans                                      | 7−6, 6−3                                             |
| Casablanca | 1988 | Josef Cihak                                          | David de Miguel                                      | 6−4, 6−2                                             |
| Casablanca | 1987 | Lawson Duncan                                        | Massimiliano Narducci                                | 7−5, 6−1                                             |
| Casablanca | 1986 | Hans Schwaier                                        | Jorgen Windahl                                       | 6−3, 6−3                                             |

### Dobles masculins
| Localitat  | Any  | Campions                                             | Finalistes                                           | Resultat                                             |
| ---------- | ---- | ---------------------------------------------------- | ---------------------------------------------------- | ---------------------------------------------------- |
| Marràqueix | 2025 | Petr Nouza Patrik Rikl                               | Hugo Nys Édouard Roger-Vasselin                      | 6−3, 6−4                                             |
| Marràqueix | 2024 | Harri Heliövaara Henry Patten                        | Alexander Erler Lucas Miedler                        | 3−6, 6−4, [10−4]                                     |
| Marràqueix | 2023 | Marcelo Demoliner Andrea Vavassori                   | Alexander Erler Lucas Miedler                        | 6−4, 3−6, [12−10]                                    |
| Marràqueix | 2022 | Rafael Matos David Vega Hernández                    | Andrea Vavassori Jan Zieliński                       | 6−1, 7−5                                             |
| Marràqueix | 2021 | Torneig suspès a causa de l'epidèmia per coronavirus | Torneig suspès a causa de l'epidèmia per coronavirus | Torneig suspès a causa de l'epidèmia per coronavirus |
| Marràqueix | 2020 | Torneig suspès a causa de l'epidèmia per coronavirus | Torneig suspès a causa de l'epidèmia per coronavirus | Torneig suspès a causa de l'epidèmia per coronavirus |
| Marràqueix | 2019 | Jürgen Melzer Franko Škugor                          | Matwé Middelkoop Frederik Nielsen                    | 6−4, 7−6(6)                                          |
| Marràqueix | 2018 | Nikola Mektić Alexander Peya                         | Benoît Paire Édouard Roger-Vasselin                  | 7−5, 3−6, [10−7]                                     |
| Marràqueix | 2017 | Dominic Inglot Mate Pavić                            | Marcel Granollers Marc López                         | 6−4, 2−6, [11−9]                                     |
| Marràqueix | 2016 | Guillermo Durán Máximo González                      | Marin Draganja Aisam-ul-Haq Qureshi                  | 6−2, 3−6, [10−6]                                     |
| Casablanca | 2015 | Rameez Junaid Adil Shamasdin                         | Rohan Bopanna Florin Mergea                          | 3−6, 2−6, [10−7]                                     |
| Casablanca | 2014 | Jean-Julien Rojer Horia Tecău                        | Tomasz Bednarek Lukáš Dlouhý                         | 6−2, 6−2                                             |
| Casablanca | 2013 | Julian Knowle Filip Polášek                          | Dustin Brown Christopher Kas                         | 6−3, 6−2                                             |
| Casablanca | 2012 | Dustin Brown Paul Hanley                             | Daniele Bracciali Fabio Fognini                      | 7−5, 6−3                                             |
| Casablanca | 2011 | Robert Lindstedt Horia Tecău (2)                     | Colin Fleming Igor Zelenay                           | 6−2, 6−1                                             |
| Casablanca | 2010 | Robert Lindstedt Horia Tecău                         | Rohan Bopanna Aisam-ul-Haq Qureshi                   | 6−2, 3−6, [10−7]                                     |
| Casablanca | 2009 | Łukasz Kubot Oliver Marach                           | Simon Aspelin Paul Hanley                            | 7−6(4), 3−6, [10−6]                                  |
| Casablanca | 2008 | Albert Montañés Santiago Ventura                     | James Cerretani Todd Perry                           | 6−1, 6−2                                             |
| Casablanca | 2007 | Jordan Kerr David Škoch                              | Łukasz Kubot Oliver Marach                           | 7−6, 1−6, [10−4]                                     |
| Casablanca | 2006 | Julian Knowle Jürgen Melzer                          | Michael Kohlmann Alexander Waske                     | 6−3, 6−4                                             |
| Casablanca | 2005 | František Čermák Leoš Friedl (2)                     | Martín Alberto García Luis Horna                     | 6−4, 6−3                                             |
| Casablanca | 2004 | Enzo Artoni Fernando Vicente                         | Yves Allegro Michael Kohlmann                        | 3−6, 6−0, 6−4                                        |
| Casablanca | 2003 | František Čermák Leoš Friedl                         | Devin Bowen Ashley Fisher                            | 6−3, 7−5                                             |
| Casablanca | 2002 | Stephen Huss Myles Wakefield                         | Martín Alberto García Luis Lobo                      | 6−4, 6−2                                             |
| Casablanca | 2001 | Michael Hill Jeff Tarango                            | Pablo Albano David Macpherson                        | 7−6, 6−3                                             |
| Casablanca | 2000 | Arnaud Clément Sébastien Grosjean                    | Lars Burgsmüller Andrew Painter                      | 7−6, 6−4                                             |
| Casablanca | 1999 | Fernando Meligeni Jaime Oncins                       | Massimo Ardinghi Vincenzo Santopadre                 | 6−2, 6−3                                             |
| Casablanca | 1998 | Andrea Gaudenzi Diego Nargiso                        | Cristian Brandi Filippo Messori                      | 6−4, 7−6                                             |
| Casablanca | 1997 | João Cunha-Silva Nuno Marques                        | Karim Alami Hicham Arazi                             | 7−6, 6−2                                             |
| Casablanca | 1996 | Jiří Novák David Rikl                                | Tomàs Carbonell Francisco Roig                       | 7−6, 6−3                                             |
| Casablanca | 1995 | Tomàs Carbonell Francisco Roig                       | Emanuel Couto João Cunha−Silva                       | 6−4, 6−1                                             |
| Casablanca | 1994 | David Adams Menno Oosting                            | Cristian Brandi Federico Mordegan                    | 6−3, 6−4                                             |
| Casablanca | 1993 | Mike Bauer Piet Norval                               | Ģirts Dzelde Goran Prpić                             | 7−5, 7−6                                             |
| Casablanca | 1992 | Horacio de la Peña Jorge Lozano                      | Ģirts Dzelde T.J. Middleton                          | 2−6, 6−4, 7−6                                        |
| Casablanca | 1991 | No celebrat                                          | No celebrat                                          | No celebrat                                          |
| Casablanca | 1990 | Todd Woodbridge Simon Youl                           | Paul Haarhuis Mark Koevermans                        | 6−3, 6−1                                             |
| Casablanca | 1989 | Jaroslav Bulant Richard Vogel                        | Libor Pimek Florin Segărceanu                        | 6−1, 6−3                                             |
| Casablanca | 1988 | Josef Cihak Cyril Suk                                | Arnaud Boetsch Denis Langaskens                      | 6−2, 6−0                                             |
| Casablanca | 1987 | José López Maeso Alberto Tous                        | Massimo Cierro Alessandro de Minicis                 | 7−6, 6−2                                             |
| Casablanca | 1986 | Agustín Moreno Larry Scott                           | Tore Meinecke Ricki Osterthun                        | 7−5, 6−2                                             |